# Kota Lhokseumawe
Kota Lhokseumawe es una de las Regencias o Municipios (kota) localizada en la provincia de Aceh en Indonesia. 
Kota Lhokseumawe comprende una superficie de 181,10 km² y ocupa parte del norte de la isla de Sumatra. Se localiza en la costa este de la provincia de Aceh. La población se estima en unos 172.941 habitantes.
El kabupaten se divide a su vez en 4 Kecamatan, 68 Kelurahan / Desa.

## Lista de Kecamatan
1. Kecamatan Banda Sakti
2. Kecamatan Muara Dua
3. Kecamatan Blang Mangat
4. Kecamatan Muara Satu

## Enlaces
- Website de la Kota Lhokseumawe (en indonesio)

- Datos: Q5784
- Multimedia: Lhokseumawe / Q5784

1. ↑  Worldpostalcodes.org,código postal n.º 24351.